# Стадион Кинтана Ро
Стадион Кинтана Ро (шп. Estadio Andrés Quintana Roo) се налази у Канкуну, Мексико. То је домаћи терен Екпансион МКС-овог Канкун Ф.К.-а, а раније је био домаћи терен Асенсо МКС-овог Атланте Ф.К. Стадион је свечано отворен 11. августа 2007. године  утакмицом Атланте против Универсидад Насионала. Динамо из Хјустона постао је први фудбалски тим из Мајџор лиге који је играо на стадиону 3. марта 2009, када је клуб поражен од Атланта у реваншу четвртфинала Конкакаф Лиге шампиона.

## Отварање стадиона
Оригинални Олимпијски стадион Андрес Кинтана Ро свечано је отворен средином 1984. пријатељском утакмицом између Пионероса из Канкуна, који ће дебитовати у професионалној Трећој лиги, и Аросероса де Четумала, који је већ имао искуства у тој категорији и победио на тој утакмици са 2 : 0. Стадион је био седиште ФК Пионира до почетка 1987. године, када се група преселила у Канкун '86, зграду већег капацитета. Због тога је Андрес Куинтана Роо коришћен за школске спортске активности и општинске лиге разних дисциплина и концерте.
Поводом доласка Атланте ФК у Канкун, државна влада је наредила рушење старе структуре, која се састојала од две трибине, по једна са сваке стране травнате површине, у којој је једва стало око 1.500 људи.
Обновљена зграда је поново отворена 11. августа 2007. године, у утакмици Атланте против Пумас де ла УНАМ, резултат је био 1 : 0, у корист Ајрон Колтса, једини погодак на утакмици је дело Алаина Н'Конга.